# Schongerfilm

Logo von Schongerfilm

Schongerfilm ist eine deutsche Filmproduktionsgesellschaft mit Sitz in Inning am Ammersee, welche von Hubert Schonger gegründet und geleitet wurde. Seit dem Ende der Produktionstätigkeit ist sie mit der Verwertung der Filmrechte und des filmischen Nachlasses von Hubert Schonger befasst. 

## Geschichte
Die Produktionsgesellschaft wurde 1947 als Nachfolgerin der 1923 gegründeten Berliner Produktionsgesellschaft Naturfilm Hubert Schonger gegründet. Ein Jahr später wurde der erste Film Zehn Jahre später gedreht.
Da durch den Zweiten Weltkrieg die Berliner Produktionsanlagen der Vorgängerunternehmung Schongers verloren gingen, wurde der Betrieb der neuen Produktionsgesellschaft nach Inning am Ammersee verlegt. Dort besaß Schonger ein Bauernhaus, dahinter baute er einen Schuppen, der Atelier genannt wurde. In den ehemaligen Stallungen und Scheunen wurden der Schneide- und Vorführraum untergebracht. Im Dachboden des Hauses entstand bald darauf ein zweites Atelier und bereits 1953 begann Schonger damit, das Inninger Filmgelände mit ordentlichen Studios auszustatten.
In den 1960er Jahren betrieb Schongerfilm unter der Leitung von Ingo Hermes auch eine Synchronabteilung, die deutsche Synchronfassungen zu ausländischen Filmproduktionen erstellte.
Das Studiogebäude wurde nach Schongers Tod im Jahr 1978 anderen Verwendungszwecken zugeführt. Noch heute existiert in Inning eine „Film-“ und eine „Atelierstraße“.

## Filmografie (Auswahl)

### Produktionsgesellschaft
- 1948: Zehn Jahre später
- 1953: Zwerg Nase
- 1953: Brüderchen und Schwesterchen
- 1953: Die goldene Gans
- 1954: Das Wunderfenster
- 1954: Hänsel und Gretel
- 1954: Rotkäppchen
- 1955: Schneeweißchen und Rosenrot
- 1955: Schneewittchen und die 7 Zwerge
- 1956: Die Heinzelmännchen
- 1956: Tischlein deck dich
- 1957: Die Eintagsfliege
- 1957: Der Wolf und die sieben Geißlein
- 1957: Rübezahl – der Herr der Berge
- 1959: Die Bremer Stadtmusikanten
- 1961: Geschichte einer Sandrose
- 1961: Die Höhlenkinder
- 1961: Frau Holle
- 1962: Simon
- 1962: Brot der Wüste
- 1966: Henker Tom
- 1967: Tanja – Die Nackte von der Teufelsinsel
- 1967: Da lacht Tirol

### Verleihgesellschaft
- 1951: Die Wirtin zum roten Ochsen
- 1957: Die Eintagsfliege